# Giramondo
Giramondo è un album di Filippo Malatesta pubblicato nel 2004.

## Tracce
1. Giramondo – 4:23
2. Boh – 3:14
3. Cento giorni – 4:15
4. Con un filo di gas – 4:11
5. Il gatto – 3:08
6. Solo – 3:52
7. Luna park – 3:42
8. Fantastico – 4:01
9. Dieci teste (Testa di jeans) – 3:30
10. Meteo – 3:58
11. Trenta gradi all'ombra – 3:56
12. Una vita selvatica – 3:35
13. A volte il paradiso – 4:36
14. Non voglio sentire niente (live acoustic) – 4:19
15. Con o senza me (live acoustic) – 4:44
16. Alla grande (live acoustic) – 2:54
17. Domani (live acoustic) – 2:58
18. La figlia del re (live acoustic) – 3:08